# 大果腺萼木
大果腺萼木（学名：Mycetia macrocarpa），为茜草科腺萼木属下的一个种。